# Boullay-les-Troux
Boullay-les-Troux és un municipi francès, situat al departament de l'Essonne i a la regió de Illa de França. L'any 2007 tenia 643 habitants.
Forma part del cantó de Gif-sur-Yvette, del districte de Palaiseau i de la Comunitat de comunes del País de Limours.

## Demografia

### Població
El 2007 la població de fet de Boullay-les-Troux era de 643 persones. Hi havia 200 famílies, de les quals 28 eren unipersonals (20 homes vivint sols i 8 dones vivint soles), 52 parelles sense fills, 100 parelles amb fills i 20 famílies monoparentals amb fills.
La població ha evolucionat segons el següent gràfic:
Habitants censats

### Habitatges
El 2007 hi havia 238 habitatges, 215 eren l'habitatge principal de la família, 12 eren segones residències i 11 estaven desocupats. 233 eren cases i 4 eren apartaments. Dels 215 habitatges principals, 200 estaven ocupats pels seus propietaris, 10 estaven llogats i ocupats pels llogaters i 5 estaven cedits a títol gratuït; 3 tenien dues cambres, 12 en tenien tres, 42 en tenien quatre i 158 en tenien cinc o més. 188 habitatges disposaven pel capbaix d'una plaça de pàrquing. A 57 habitatges hi havia un automòbil i a 149 n'hi havia dos o més.

### Piràmide de població
La piràmide de població per edats i sexe el 2009 era:
| Homes | Edats   | Dones |
| ----- | ------- | ----- |
| 0     | 95 o +  | 0     |
| 0     | 90 a 94 | 4     |
| 0     | 85 a 89 | 0     |
| 4     | 80 a 84 | 0     |
| 12    | 75 a 79 | 4     |
| 8     | 70 a 74 | 12    |
| 8     | 65 a 69 | 8     |
| 12    | 60 a 64 | 8     |
| 12    | 55 a 59 | 16    |
| 28    | 50 a 54 | 32    |
| 20    | 45 a 49 | 24    |
| 44    | 40 a 44 | 32    |
| 20    | 35 a 39 | 32    |
| 4     | 30 a 34 | 8     |
| 24    | 25 a 29 | 16    |
| 24    | 20 a 24 | 20    |
| 36    | 15 a 19 | 24    |
| 24    | 10 a 14 | 20    |
| 20    | 5 a 9   | 16    |
| 20    | 0 a 4   | 8     |

## Economia
El 2007 la població en edat de treballar era de 437 persones, 309 eren actives i 128 eren inactives. De les 309 persones actives 291 estaven ocupades (169 homes i 122 dones) i 18 estaven aturades (8 homes i 10 dones). De les 128 persones inactives 35 estaven jubilades, 67 estaven estudiant i 26 estaven classificades com a «altres inactius».

### Ingressos
El 2009 a Boullay-les-Troux hi havia 212 unitats fiscals que integraven 669 persones, la mediana anual d'ingressos fiscals per persona era de 33.875 €.

### Activitats econòmiques
Dels 18 establiments que hi havia el 2007, 1 era d'una empresa de fabricació d'altres productes industrials, 1 d'una empresa de construcció, 5 d'empreses de comerç i reparació d'automòbils, 3 d'empreses d'informació i comunicació, 1 d'una empresa immobiliària, 5 d'empreses de serveis, 1 d'una entitat de l'administració pública i 1 d'una empresa classificada com a «altres activitats de serveis».
Dels 3 establiments de servei als particulars que hi havia el 2009, 1 era una lampisteria, 1 electricista i 1 perruqueria.

## Equipaments sanitaris i escolars
El 2009 hi havia una escola elemental.

## Poblacions més properes
El següent diagrama mostra les poblacions més properes.